# Magyarpeterd község
Magyarpeterd község (románul: Comuna Petreștii de Jos) község Kolozs megyében, Romániában. Központja Magyarpeterd, beosztott falvai Felsőpeterd, Indal, Középpeterd, Pusztaszentkirály, Tordaegres, Tordahagymás. 2008 óta Kolozsvár metropolisztérség része.

## Fekvése
Kolozs megye déli részén található, Kolozsvártól 40, Tordától 14 kilométerre, a Hesdát-patak völgyében.

## Népessége
1850-től a népesség alábbiak szerint alakult:
| Lakosok száma | 2647 | 3112 | 3678 | 4491 | 4752 | 3129 | 2166 | 1891 | 1512 | 1391 |
|               | 1850 | 1880 | 1900 | 1930 | 1941 | 1977 | 1992 | 2002 | 2011 | 2021 |

A 2011-es népszámlálás adatai alapján a község népessége 1512 fő volt, melynek 93,25-a román és 2,58%-a roma Vallási hovatartozás szempontjából a lakosság 83,86-a ortodox, 7,47%-a görög rítusú római katolikus, 2,18%-a pünkösdista, 1,98%-a Jehova tanúja.

## Nevezetességei
A község területéről az alábbi épületek szerepelnek a romániai műemlékek jegyzékében:
- a tordaegresi Szent Mihály és Gábriel arkangyalok fatemplom (LMI-kódja CJ-II-m-B-07689)

A község területén, Magyarpeterd falutól 1 kilométerre található a Tordai-hasadék, amely országos jelentőségű természetvédelmi terület, egyben a Natura 2000 hálózat része.